# Explosiv atmosfär
En explosiv atmosfär är en blandning av luft samt brännbar gas, ånga och/eller partiklar (damm, flingor, fibrer) som kan brinna under atmosfäriska förhållanden. Begreppet definieras dels i standarden SS-EN IEC 60079-10-1, Explosiv atmosfär – Del 10-1: Klassning av områden med explosiv gasatmosfär, avsnitt 3.1 (med ovan angiven betydelse), dels i EG:s ATEX-direktiv 1999/92/EG, där även dimma ingår i definitionen.  

## Underindelning av explosiva atmosfärer
Explosiva atmosfärer underindelas i explosiva gas- respektive dammatmosfärer. 

### Gasatmosfär
Explosiv gasatmosfär definieras i standarden SS-EN IEC 60079-10-1, Explosiv atmosfär – Del 10-1: Klassning av områden med explosiv gasatmosfär, avsnitt 3.2. Definitionen innebär att det är en blandning av luft med brännbar gas och/eller ånga som har sådan sammansättning att den är inom gasblandningens brännbarhetsgräns och kan brinna under atmosfäriska förhållanden. I EG:s ATEX-direktiv 1999/92/EG ingår även blandningar av luft med brännbar dimma i definitionen.

### Dammatmosfär
Explosiv dammatmosfär definieras i standarden SS-EN 60079-10-2, Explosiv atmosfär – Del 10-2: Klassning av områden med explosiv dammatmosfär, avsnitt 3.5. Definitionen innebär att det är en blandning av luft med brännbart damm, flingor och/eller fibrer som kan brinna under atmosfäriska förhållanden. 

### Hybridblandning
En hybridblandning är en explosiv atmosfär som både innehåller brännbar gas och brännbart damm. Definition ges i SS-EN IEC 60079-10-1, avsnitt 3.6.6, samt SS-EN 60079-10-2, avsnitt 3.2. En hybridblandning kan bli antändbar innan den når undre brännbarhetsgränsen, LFL, för gas- respektive dammandelen. 